# Aramark

Ehemaliges Logo

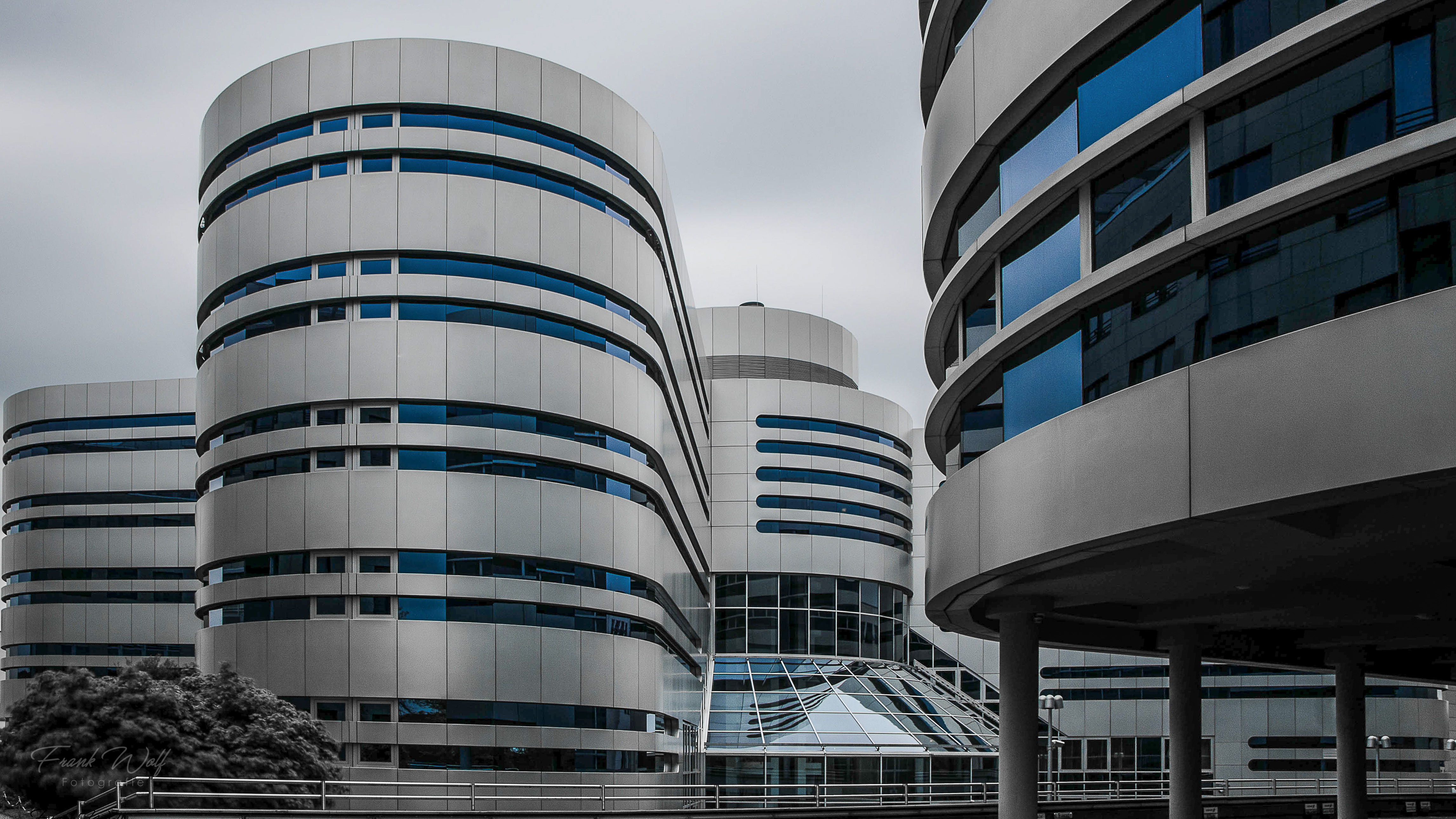
Ehemaliger Firmensitz in Neu-Isenburg

Aramark ist ein international tätiges Dienstleistungsunternehmen in den Bereichen Catering, Gastronomie und Servicemanagement. In Deutschland fasst das Unternehmen, das dort 1959 mit Automatenstationen gestartet ist, seine Aktivitäten in der Aramark Holding Deutschland GmbH zusammen und beschäftigt nach eigenen Angaben rund 6500 festangestellte Mitarbeiter sowie mehr als 9000 Aushilfskräfte. Die Kundenzahl wird mit etwa 6500 angegeben, im Wettbewerb sieht man sich bundesweit auf Platz zwei. Vorsitzender der Geschäftsführung ist seit Oktober 2022 Arnd Rune Thomas.
International sieht sich die Aramark Corporation im Bereich Catering und Facilitymanagement als führendes Unternehmen. Nach eigenen Angaben erwirtschafteten im Jahr 2011 rund 255.000 Mitarbeiter in 22 Ländern rund 13,1 Mrd. US-Dollar.

## Geschäftsfelder
- Betriebsgastronomie inklusive Verkaufsautomaten
- Klinik- und Seniorencatering
- Refreshment Services
- Event- und Stadioncatering (unter anderem im Berliner Olympiastadion, im Volksparkstadion in Hamburg im Max-Morlock-Stadion in Nürnberg oder der MHP Arena in Stuttgart)

## Geschichte
Aramark geht auf einen Automatenservice zurück, den Davre Davidson 1936 in Los Angeles gründete. Im Jahr 1959 schloss sich Davidson mit William Fishman zusammen und das Unternehmen wurde in Automatic Retailers of America (ARA) umbenannt. 1994 erfolgte die Umbenennung des Unternehmens in Aramark.
2001–2006 war die Aramark-Aktie an der Börse in New York notiert, bis ein Konsortium aus Private-Equity-Unternehmen das Unternehmen kaufte. Seit Dezember 2013 ist Aramark wieder ein börsennotiertes Unternehmen.
1959 wurde nach Europa expandiert. Zu den ersten Aktivitäten zählte dort der Automatenbetrieb auf dem Werksgelände der Adam Opel AG in Rüsselsheim. Erster Catering-Kunde in der Betriebsgastronomie wurde 1969 das Bundesministerium der Finanzen in Bonn.
2011 wurde Aramark beim Deutschen Nachhaltigkeitspreis unter die Top 3 in der Kategorie „Deutschlands nachhaltigste Unternehmen“ gewählt.
Am 10. Mai 2022 kündigte Aramark an, seinen Geschäftsbereich Uniform Services in ein unabhängiges, börsennotiertes Unternehmen auszugliedern. Der Umzug war bis zum Ende des Geschäftsjahres 2023 abgeschlossen, das neue Unternehmen wird den Namen Vestis tragen.